# 商船三井クルーズ
商船三井クルーズ株式会社（しょうせんみついクルーズ、英文社名：MOL Cruises, Ltd. ）は、東京都千代田区に本社を置く商船三井グループの海運会社。
商船三井客船株式会社（しょうせんみついきゃくせん、英文社名：Mitsui O.S.K. Passenger Line Ltd. ）から2023年（令和5年）8月1日付で商号変更、旧社名時代の略称は、英文社名「Mitsui O.S.K. Passenger Line Ltd. 」の頭文字を取った「MOPAS（モパス）」。

## 概要
大阪商船（現：商船三井）の南米方面への移民客船の保有管理を行う日本移住船として設立され、当初は大阪商船本社に裸用船を行い、1973年の南米移民事業終了以降は、企業団体によるチャータークルーズや個人向けのレジャークルーズを展開した。
現在は、クルーズ客船2隻を保有し、国内外のクルーズを企画運行する。2022年に発表された新造船計画を含むクルーズ事業拡大計画を契機に、これを「第二の創業」と位置づけて翌2023年8月1日には現社名に変更した。また第2船「MITSUI OCEAN FUJI」の導入を期に新ブランド「MITSUI OCEAN CRUISES」（三井オーシャンクルーズ）を開始、ロゴマークは地球と穏やかな波をモチーフとして青い丸を基調に船上での快適な時間がもたらす音楽のような美しさや三井の「三」を表した白い波模様を入れたものとした。

## 沿革
- 1963年 - 大阪商船（現：商船三井）傘下の日本移住船株式会社として設立。
  - 設立時の所属船舶

あめりか丸（1950年竣工）
さんとす丸（1952年竣工）
ぶらじる丸（1954年竣工）
あるぜんちな丸（1958年竣工）
さくら丸（1962年竣工）- 日本産業巡航見本市協会が保有、見本市期間以外には移民船として使用。
- 1965年 -「さんとす丸」「あめりか丸」を移民輸送から撤退、「ぶらじる丸」「あるぜんちな丸」の三等室を二段ベッド大部屋から個室式に改装[4]、またプールの新設や公室の改装も行い、日本郵船「氷川丸」引退以来途絶えていた太平洋航路での一般旅客の受け入れを再開[7]。
- 1970年 - 商船三井客室を吸収合併、商船三井客船株式会社（英：Mitsui O.S.K. Passenger Line Ltd.）へ商号変更。
- 1972年 - 南米航路から撤退し「さんとす丸」「ぶらじる丸」「さくら丸」の3隻を売却。また「あるぜんちな丸」を純客船に改装し、初代「にっぽん丸」へ改称。
- 1973年 - 初代「にっぽん丸」が日本の客船で戦後初の世界一周クルーズを実施[8]、同航海で最後の海路による南米移民285名を輸送[9]。
- 1975年 - パナマの子会社が、ブラジルのロイド・ブラジレイロ社の「Rosa da Fonseca」（1962年竣工）を購入、改装後に「セブンシーズ」として就航。
- 1976年 - 初代「にっぽん丸」を売却。
- 1977年 -「セブンシーズ」を2代目「にっぽん丸」へ改称。
- 1981年 - 財団法人日本産業巡航見本市協会の見本市船「新さくら丸」（1972年竣工）を購入、純客船として改装。
- 1989年 -「ふじ丸」が竣工。
- 1990年 - 2代目「にっぽん丸」を売却、3代目「にっぽん丸」が竣工。
- 1998年 - 3代目「にっぽん丸」による初の世界一周クルーズを催行[10]。
- 1999年 -「新さくら丸」が退役。
- 2002年 日本クルーズ客船との合弁会社として日本チャータークルーズを設立、「ふじ丸」を移管。
- 2013年  -「ふじ丸」が退役。
- 2014年 - 日本チャータークルーズを解散。
- 2020年
  - 新型コロナウイルスの感染拡大に伴い、4月から10月までクルーズ催行を中止、以降2022年まで断続的に長期運航休止となる。
  - 10月24日-26日 - コロナ禍後初の国内クルーズとして同年の新居浜港 - 佐世保港間のフジ・トラベル・サービスと四国旅客鉄道（JR四国）によるチャータークルーズを催行[11]。
- 2022年
  - 11月 - 3万5000トン級の新造客船2隻の建造を決定[12]。
  - 12月 - 新型コロナウイルス後初の日本船による国際クルーズとして「にっぽん丸で航く モーリシャスプレシャスクルーズ ～インド洋を巡る 楽園の船旅～」を催行[12][13]。
- 2023年
  - 3月17日 - 商船三井本社が同年に購入した客船「シーボーン・オデッセイ」を改装の上で、2024年末に就航予定と発表[14]。
  - 8月1日 - 商船三井客船株式会社から商船三井クルーズ株式会社へ商号変更、また同日付で本社を港区赤坂1丁目9番13号から港区虎ノ門1丁目1番18号へ移転[2]。
  - 10月12日 - 新クルーズブランド「MITSUI OCEAN CRUISES」を発表、シーボーン・オデッセイの新船名を「MITSUI OCEAN FUJI」に決定[15]。
- 2024年12月1日 - 「MITSUI OCEAN FUJI」就航[16]、7日まで横浜-別府-釜山-下関-東京間でデビュークルーズを実施[17]。
- 2025年
  - 3月4日 - 商船三井本社がシーボーン・クルーズより「シーボーン・ソジャーン」を購入、2026年後半の就航予定を発表[18]。
  - 8月19日 - シーボーン・ソジャーンの新船名を「MITSUI OCEAN SAKURA」に決定[19]。
- 2026年
  - 5月10日 - 3代目「にっぽん丸」引退予定[20]。
  - 後半予定 - 「MITSUI OCEAN SAKURA」就航予定[19]。

## 保有客船
にっぽん丸（3代目）
1990年9月就航。全長166.6m、幅24.0m、速力21ノット、出力20,900馬力、22,472総トン。
旅客定員532名、三菱重工業神戸造船所建造。2026年5月引退予定。
MITSUI OCEAN FUJI
2009年竣工、2024年12月就航。全長198.1m、幅25.6m、32,477総トン。
旅客定員458名、T.マリオッティ（イタリア）建造。旧シーボーン・クルーズライン「シーボーン・オデッセイ」。バハマ船籍。
就航予定の船舶
- MITSUI OCEAN SAKURA[19]

2010年竣工、2026年後半就航予定。全長198.0m、幅25.6m、32,346総トン。
旅客定員458名、T.マリオッティ（イタリア）建造。旧シーボーン・クルーズライン「シーボーン・ソジャーン」。
- 2022年に3万5000総トン級の新造客船2隻の建造計画を公表[12]、2025年時点ではヨーロッパの造船所での建造を計画し[21]、2028年以降の就航を予定し購入船・新造船各2隻の4隻体制での運航を計画する[22]。